# Måga en Rolfhamre
Måga en Rolfhamre (Zweeds: Måga och Rolfhamre) is een småort in de gemeente Ljusdal in het landschap Hälsingland en de provincie Gävleborgs län in Zweden. Het småort heeft 191 inwoners (2005) en een oppervlakte van 48 hectare. Eigenlijk bestaat het småort uit twee plaatsen Måga en Rolfhamre.